# Le Fléau de Dieu (Zamiatine)
Pour les articles homonymes, voir Le Fléau de Dieu.
Le Fléau de Dieu (en russe : Бич Божий) est un roman historique, inachevé et posthume de Ievgueni Zamiatine, réalisé en 1935, publié en 1939, après sa mort en 1937. Eugène Zamiatine décrit de manière vivante les aventures du jeune Attila au Ve siècle, futur chef légendaire des Huns, grand conquérant surnommé fléau de Dieu. Encore garçon, il est pris à Rome comme otage et quand il sort de captivité il a la ferme intention d'y revenir mais avec des troupes nombreuses…

## Histoire de la création
En 1917, apparaît le mouvement social et littéraire Les Scythes auquel adhère Zamiatine. Les membres de ce mouvement considèrent la révolution russe de 1917 comme un élan messianique du peuple russe et promeuvent une nouvelle union spirituelle néo-chrétienne, socialiste et révolutionnaire, opposée à la bourgeoise. En mai 1919, lors de la réunion de la Section des peintures historiques, Maxime Gorki propose le thème Les Huns : réception par Atilla des ambassadeurs romains. Ce thème des Huns barbares à l'époque de la chute de l'Empire romain était intéressant pour Zamiatine qui y voyait un parallèle entre l'histoire du Ve siècle et l'histoire qui se déroulait devant ses yeux. Au milieu des années 1920, Zamiatine a commencé à écrire un roman, comme en témoignent les lettres à Abraham Iarmolinski (en) : 

« Ouest et Est. La culture occidentale a atteint de tels sommets d'où elle tombe déjà dans un espace sans air, et une nouvelle force sauvage, exubérante vient de l'Est, à travers nos steppes scythes. Voilà le thème qui m'occupe aujourd'hui et qui vient d'une époque si éloignée de la nôtre <...> »

Dans une lettre du 11 mars 1925, Zamiatine a déclaré qu'il avait l'intention de continuer à travailler à son projet de grande histoire commencée à l'automne. L'écrivain a consacré 12 années à ce travail sur le roman qui s'est terminé avec sa mort en 1937. De 1932 à 1936, il publie les chapitres qu'il a écrits en France. En 1939, la première publication après sa mort a lieu en France sous le titre Le Fléau de Dieu.

## Méthode de création
Zamiatine n'a pas laissé de commentaires de ce roman Le Fléau de Dieu. L'écrivain utilise un système d'images interconnectées ou encore d'images intégrales. Il n'utilise pas d'images séparées et aléatoires. Des images séparées ne vivent qu'une seconde et les images aléatoires ne permettent pas de se concentrer sur elles, d'y croire. Quand il croit fermement en une image, Zamiatine la développe dans tout un système d'images dérivées qui germent au fil des pages. Cette technique est particulièrement difficile dans un roman qui implique l'utilisation d'une certaine forme de narration pour développer une intrigue complexe. 
L'intrigue des sept chapitres achevés du roman se développe comme suit : la campagne des Huns à Rome, la croissance d'Attila et sa formation chez les Romains, la destruction de Rome et la chute de l'Empire ; les tourments douloureux des personnages.